# Virgin Interactive
La Virgin Interactive è stata una casa produttrice di videogiochi britannica appartenente al gruppo Virgin. Nacque come Virgin Games nel 1983 e nel 1987 creò il marchio Virgin Mastertronic con l'acquisizione di Mastertronic; nel 1993 cambiò nome in Virgin Interactive Entertainment, ed è stata a lungo considerata “l'Electronic Arts d'Europa”.
Pubblicò videogiochi per Pc, PS1, Amiga, ZX Spectrum, Amstrad CPC, Commodore 64, NES e Super Nintendo.

## Storia
Inizialmente Virgin Games si dedicò al mercato degli home computer più diffusi nel Regno Unito, in particolare lo ZX Spectrum. Il metodo di lavoro era ispirato a quello della Virgin Records in ambito musicale: i game designer lavoravano come freelance, proponendo i giochi all'azienda in cambio di una somma iniziale e percentuali sulle vendite. I primi titoli su cassetta contengono il gioco su un lato e della musica di Steve Hillage adatta al gioco sull'altro.
Nel 1984-1989 l'azienda si dotò di una squadra di sviluppo interna, chiamata Gang of Five (lett. "banda dei cinque", una parodia della Banda dei Quattro). La squadra realizzò alcuni successi di critica, come Strange Loop e Sorcery, che aiutarono a rafforzare la reputazione dell'azienda.
Virgin Games facilitò la carriera di molti sviluppatori, come ad esempio gli Westwood Studios e la Synergistic; inoltre, molti componenti della Shiny Entertrainment, incluso il suo fondatore David Perry, avevano lavorato per la Virgin prima di rendersi indipendenti.
Nel 1987 il Virgin Group acquistò il 45% della Mastertronic e l'anno successivo la acquisì completamente, per poi fonderla con la Virgin Games creando il marchio Virgin Mastertronic. La Mastertronic era stata un'azienda di punta nel mercato dei videogiochi a basso costo e dal 1987 era divenuta il distributore europeo della SEGA. Quest'ultima acquistò a sua volta la divisione dalla Virgin nel 1991; il settore di pubblicazione videogiochi che rimase alla Virgin venne presto rinominato Virgin Interactive Entertainment. Per le edizioni a basso costo venne fondata l'etichetta Tronix, che venne però dismessa intorno al 1992-1993..
Nel 1994 la Virgin Interactive creò il “Processo Digicel”, originariamente per un gioco mai pubblicato dal titolo Dynoblaze. Il primo videogioco a sfruttare questa nuova tecnologia fu Disney's Aladdin, seguito da alcuni altri negli anni immediatamente successivi.
Nel 1998 la società cominciò ad avere dei seri problemi finanziari, che portarono alla vendita delle azioni statunitensi della compagnia al colosso Electronic Arts. Nel 1999 la Virgin Interactive fu acquistata dal produttore francese Titus Software, e nel luglio del 2003 il suo nome fu cambiato in Avalon Interactive.

## Videogiochi
Elenco parziale dei videogiochi prodotti o pubblicati da questa società:
- Angler (1983)
- The Atlas Assignment (1983)
- Falcon Patrol (1983)
- Ghost Town (1983)
- Golf (1983)
- The Island (1983)
- Lojix (1983)
- Lost (1983)
- Quetzalcoatl (1983)
- Racing Manager (1983)
- Robber (1983)
- Sheepwalk (1983)
- Spectron (1983)
- Starfire (1983)
- Yomp (1983)
- The Biz (1984)
- Dr Franky and the Monster (1984)
- Falcon Patrol II (1984)
- Rider (1984)
- Sorcery (1984) e Sorcery+ (1985)
- Space Command (1984)
- Strange Loop (1984)
- Computer Christmas Card (1985)
- Doriath (1985)
- Gates of Dawn (1985)
- Cliff Hanger (1986, riedizione)
- Dan Dare: Pilot of the Future (1986)
- F.A. Cup Football (1986)
- James Clavell's Shogun (1986)
- Trashman (1986)
- Virgin Atlantic Challenge (1986)
- Action Force (1987)
- Computer Scrabble De Luxe (1987)
- Election (1987)
- Falcon: The Renegade Lord (1987)
- The Growing Pains of Adrian Mole (1987)
- How to Be a Complete Bastard (1987)
- Rebel (1987)
- Trans-Atlantic Balloon Challenge (1987)
- Action Force II (1988)
- Dan Dare II: Mekon's Revenge (1988)
- Double Dragon (1988)
- John Elway's Quarterback (1988)
- Silkworm (1988)
- Continental Circus (1989)
- Die Alien Slime (1989)
- Double Dragon II: The Revenge (1989)
- Gemini Wing (1989)
- Magic Johnson's Fast Break (1989)
- The Ninja Warriors (1989)
- Rad Ramp Racer (1989)
- Shinobi (1989)
- Speedboat Assassins (1989)
- T-Bird (1989)
- World Cup Soccer: Italia '90 (1989)
- Dan Dare III: The Escape (1990)
- Golden Axe (1990)
- Grimblood (1990)
- Judge Dredd (1990)
- Magic Johnson's MVP (1990)
- Monty Python's Flying Circus (1990)
- New York Warriors (1990)
- Spirit of Excalibur (1990)
- Sport of Kings (1990)
- Spot (1990)
- Super Off Road (1990)
- Supremacy / Overlord (1990)
- Wonderland (1990)
- Corporation (1991)
- Extase (1991)
- Jimmy White's Whirlwind Snooker (1991)
- Mega Lo Mania (1991)
- M.C. Kids (1991)
- Realms (1991)
- Risk (1991)
- Rolling Ronny (1991)
- Sarakon (1991)
- Viz: The Game (1991)
- Archer Maclean's Pool (1992)
- Chuck Rock (1992)
- Global Gladiators (1992)
- Dune (1992)
- Dune II (1992)
- KGB (1992)
- The Legend of Kyrandia (1992)
- Lure of the Temptress (1992)
- Shuttle: The Space Flight Simulator (1992)
- The 7th Guest (1992)
- The Terminator (1992)
- Disney's Aladdin (1993)
- Cannon Fodder (1993)
- Cool Spot (1993)
- Dragon: The Bruce Lee Story (1993)
- Goal! (1993)
- IndyCar Racing (1993)
- Krusty's Fun House (1993)
- la serie di Lands of Lore (1993)
- Mick & Mack as the Global Gladiators (1993)
- Reach for the Skies (1993)
- RoboCop versus The Terminator (1993)
- Superman: The Man of Steel (1993)
- The Terminator (1993)
- T2: The Arcade Game (1993)
- Wolfchild (1993)
- Beneath a Steel Sky (1994)
- Cannon Fodder 2 (1994)
- Creature Shock (1994)
- Dino Dini's Soccer (1994)
- Disney's The Jungle Book (1994)
- Il re leone (1994)
- Sensible Golf (1994)
- Ascendancy (1995)
- Command & Conquer (1995)
- The Daedalus Encounter (1995)
- Hyper 3D Pinball (1995)
- Iron Assault (1995)
- The 11th Hour (1995)
- Zone Raiders (1995)
- Lost Eden (1995)
- Circle of Blood (1996)
- Command & Conquer: Red Alert (1996)
- Grid Runner (1996)
- Harvester (1996, pubblicazione in Europa)
- Jagged Alliance: Deadly Games (1996)
- Resident Evil (solo in Europa) (1996)
- Agile Warrior F-111X (1997)
- Ignition (1997)
- Sabre Ace: Conflict Over Korea (1997)
- Screamer Rally (1997)
- Star Trek: Borg (1997)
- Subspace (1997)
- Blade Runner (1998)
- Dune 2000 (1998)
- F-16 Aggressor (1998)
- Magic & Mayhem (1998)
- Resident Evil 2 (solo in Europa) (1998)
- Thrill Kill (previsto 1998, annullato)
- Viva Soccer (1998)
- Dino Crisis (1999)
- Jimmy White's 2: Cueball (1999)
- Evolva (2000)
- Gunlok (2000)
- Resident Evil 3: Nemesis (solo in Europa) (2000)
- European Super League (2001)
- Heist (2001)
- Lotus Challenge (2001)
- Project Justice (solo in Europa) (2001)
- Resident Evil: Gaiden (2001)